# Фруло (Болоња)
Фруло (итал. Frullo) је насеље у Италији у округу Болоња, региону Емилија-Ромања.
Према процени из 2011. у насељу је живело 14 становника. Насеље се налази на надморској висини од 37 м.